# Exceptio non adimpleti contractus
Exceptio non adimpleti contractus (łac. „zarzut niewykonania umowy”) – sposób obrony dłużnika w sporze sądowym wynikłym na tle zawartej umowy wzajemnej, polegający na zarzuceniu wierzycielowi, że ten nie wykonał swojej części umowy. Na gruncie prawa zobowiązań niewykonanie umowy wzajemnej przez jedną ze stron uprawnia drugą stronę do powstrzymania się ze spełnieniem świadczenia wzajemnego (art. 488 § 2 k.c.).
 Zapoznaj się z zastrzeżeniami dotyczącymi pojęć prawnych w Wikipedii.